# 行政局 (加拿大)
加拿大各省的行政局 (Executive Council) 是由省督領導并由在省政府部長组成的憲法機關。加拿大聯邦政府的行政部門不称为行政局；相反，行政權由始终是加拿大枢密院的成員加拿大内阁行使。
加拿大行政局的非法定運作形式是由省長領導的内阁班底，他对该机构拥有事实上的权力。加拿大各省的行政局仅由在职部长组成，是向省督提供内阁宪法建议的官方机构。也就是说，它在省级的職能与樞密院在聯邦的職能相同，只是行政局不具有直接向君主提供建議、宣布繼任者或同意某些王室联姻的儀式性作用。
各省的行政局如下：
- : 亞伯達省行政局
- : 卑詩省內行政局
- : 馬尼托巴省行政局
- : 纽芬兰和拉布拉多省行政局
- : 新不伦瑞克省行政局
- : 魁北克省行政局
- : 新斯科舍省行政局
- : 安大略省行政局
- : 愛德華王子島行政局
- : 萨斯喀彻温省行政局

## 在地區
加拿大地區也有行政局。包括：
- : 育空地區行政局
- : 西北地區行政局
- : 努纳武特地區行政局